# 텍사스 스타디움
텍사스 스타디움(Texas Stadium)은 미국 텍사스주 어빙에 소재했던 경기장으로, 과거 댈러스 카우보이스의 홈구장이었다.